# Al-Mansura (poddystrykt)
Al-Mansura – jednostka administracyjna trzeciego rzędu (nahijja) dystryktu As-Saura w muhafazie Ar-Rakka w Syrii.
W 2004 roku poddystrykt zamieszkiwało 58 727 osób.